# Jürgen-Michael Galbierz
Jürgen-Michael Galbierz (* 7. Februar 1950) ist ein ehemaliger deutscher Fußballspieler. Der Defensivspieler hat bei den Vereinen FC Schalke 04 und Wuppertaler SV von 1968 bis 1975 in der Fußball-Bundesliga insgesamt 65 Ligaspiele (3 Tore) absolviert.

## Karriere
Galbierz, vom Stadtteilverein SC Buer-Hassel zu den „Knappen“ gekommen, gab als 18-Jähriger sein Bundesliga-Debüt beim FC Schalke 04 am 31. August 1968 beim Auswärtsspiel (1:1) gegen den VfB Stuttgart. Der Nachwuchsspieler wurde von Trainer Günter Brocker in der 68. Minute für Hans-Jürgen Becher als Verteidiger eingewechselt. Auch als Rudi Gutendorf ab dem 22. November 1968 Brocker abgelöst hatte, änderte sich nichts am Stammpersonal in der Verteidigung: Becher, Friedel Rausch und Klaus Senger waren erste Wahl und Galbierz kam in seinem ersten Jahr Bundesliga beim Erreichen des 7. Ranges auf fünf Ligaeinsätze. Neben Galbierz hatte Schalke vor der Saison 1968/69 auch noch die weiteren Verpflichtungen von Heinz van Haaren, Franz Hasil, Gerd Kasperski, Herbert Lütkebohmert, Bernd Michel und die Rückholaktion von „Stan“ Libuda bewerkstelligt. In seinem zweiten Bundesligajahr, 1969/70, wurde er in 13 Ligaspielen (1 Tor) eingesetzt und Schalke belegte unter Trainer Gutendorf den 9. Rang. Der Spielerkader hatte sich nochmals durch die Neuzugänge Hans Pirkner, Rolf Rüssmann, Klaus Scheer, Jürgen Sobieray und Alban Wüst verbessert. In seinem dritten Bundesligajahr, 1970/71, wurde Coach Gutendorf ab dem 8. September 1970 von Slobodan Cendic abgelöst und am Rundenende hatte Galbierz neun Ligaspiele bestritten.
Der Abwehrspieler stand von 1968 bis 1971 beim FC Schalke unter Vertrag und gehörte auch zu der Schalker Mannschaft, die wegen erfolgreicher Bestechung am 17. April 1971 ihr Heimspiel gegen Arminia Bielefeld mit 0:1 verlor.
Galbierz schloss sich zur Saison 1971/72 dem West-Regionalligisten Wuppertaler SV an, mit dem er unter Trainer Horst Buhtz als überlegener Meister mit 60:8 Punkten und 111:23 Toren und in der Aufstiegsrunde mit 16:0 Punkten, souverän in die Bundesliga aufstieg. Galbierz hatte 29 Spiele in der Regionalliga mit sechs Toren an der Seite von Torjäger Günter Pröpper – mit sensationellen 52 Toren – absolviert. Infolge des Bundesliga-Skandals wurde er 1972 für zwei Jahre gesperrt, so dass er das erste Erstligajahr des WSV pausieren musste. Nach einem Jahr wurde Galbierz begnadigt und absolvierte in den zwei weiteren Bundesligaspielzeiten der Wuppertaler 38 Ligaspiele (2 Tore). Nach dem Abstieg 1975 stand er noch weitere vier Jahre im Zweitligakader des WSV; in der Rückrunde der Saison 1977/78 war er allerdings an den SC Herford ausgeliehen, wo er an der Seite von Mitspielern wie Jürgen Fleer, Heinz Knüwe und Uwe Pallaks 19 Ligaspiele für den Absteiger mitmachte. Mit vier Spielen in der Saison 1978/79 mit Wuppertal in der 2. Bundesliga, beendete er verletzungsbedingt seine höherklassige Laufbahn. Er wurde am 10. September 1978 bei einer 1:4-Auswärtsniederlage beim SV Arminia Hannover in der 46. Minute eingewechselt und musste bereits in der 51. Minute verletzt vom Platz. Danach war seine Karriere beendet.
Insgesamt absolvierte Galbierz in seiner Profikarriere 65 Bundesliga- und 51 Zweitligaspiele; in beiden Spielklassen erzielte er jeweils drei Tore.